# 二甲基氧化锍亚甲基内盐
二甲基氧化锍亚甲基内盐是一种有机硫化合物，化学式为C3H8OS。它可由三甲基氧化锍氯化物和氢化钠反应制得。它和三(五氟苯基)硼反应，生成(C6F5)3BCH2S(O)(CH3)2，对其加热，得到(C6F5CH2)(C6F5)2BOS(CH3)2。它和甲基酮反应，可以得到2-甲基-2-烃基环氧乙烷。